# 太歳神社
太歳神社（ださいじんじゃ）は、広島県三次市の比熊山の裾野に鎮座する神社。

## 祭神
木花佐久夜毘売命を主祭神とし、天津彦々火瓊々杵尊、大山祇神を配祀する。

## 由緒
大同3年（808年）、出雲国神門郡青柳郷吹上島より勧請したことに創まると伝える。永く地元領主だった三吉氏の尊崇を受けたが、関ヶ原の戦いの際に毛利家臣として西軍に与したことから戦後に改易。
その後は安芸国の領主となった福島正則や三次の領主となった浅野長治によって尊崇された。なお現在の神社は万治元年（1658年）に消失した後に再建されたものである。
宇河弘樹の漫画『朝霧の巫女』に登場する神社のモデルでもある。

## 祭祀
主な祭礼としては毎年6月30日に輪くぐり祭が行われるほか、10月の第3日曜日には渡御祭が行われる。

## 社殿
本殿は桁行3間梁間2間の入母屋造平入に通し1間の向拝（こうはい）を付ける。拝殿は桁行5間梁間3間の入母屋造平入、通し1間向唐破風造の向拝を付ける。

## 境外管理社
- 住吉神社　：巴橋を三次町に向けて通過するとすぐに鎮座。

他複数

## 交通
備北交通バス
- 下高野線 宮内線 神野瀬線 湯木線　大才神社前下車
- 三城線 くるるんバス　三次中学校前下車 徒歩10分

徒歩の場合
- JR芸備線三次駅より40分

## 周辺情報
- 尾関山公園
- 鳳源寺
- 吉祥院
- 三次市歴史民俗資料館